# Marc Pincherle
Marc Pincherle (Costantina, 13 giugno 1888 – Parigi, 20 giugno 1974) è stato un musicologo francese.
Dal 1913, quando decise di dedicare la sua tesi di laurea alla vita e all'opera di Antonio Vivaldi, i suoi lavori permisero la riscoperta di numerosi compositori barocchi.
Fu uno dei membri fondatori dell'Académie Charles-Cros.

## Opere
- Vivaldi: Génie du baroque (1948)
- Jean-Marie Leclair l'aîné (La Colombe, Parigi, 1952)
- Corelli et son temps (Edizioni Le Bon Plaisir, Parigi, 1954)
- Le Monde des virtuoses (Flammarion, 1961)
- Le Violon (Presses universitaires de France, 1966)